# Eryngium subinerme
Eryngium subinerme là một loài thực vật có hoa trong họ Hoa tán. Loài này được (H.Wolff) Mathias & Constance mô tả khoa học đầu tiên năm 1971.